# Leptoneta insularis
Leptoneta insularis är en spindelart som beskrevs av Roewer 1953. Leptoneta insularis ingår i släktet Leptoneta och familjen Leptonetidae. Inga underarter finns listade i Catalogue of Life.